# Trattato della Pittura

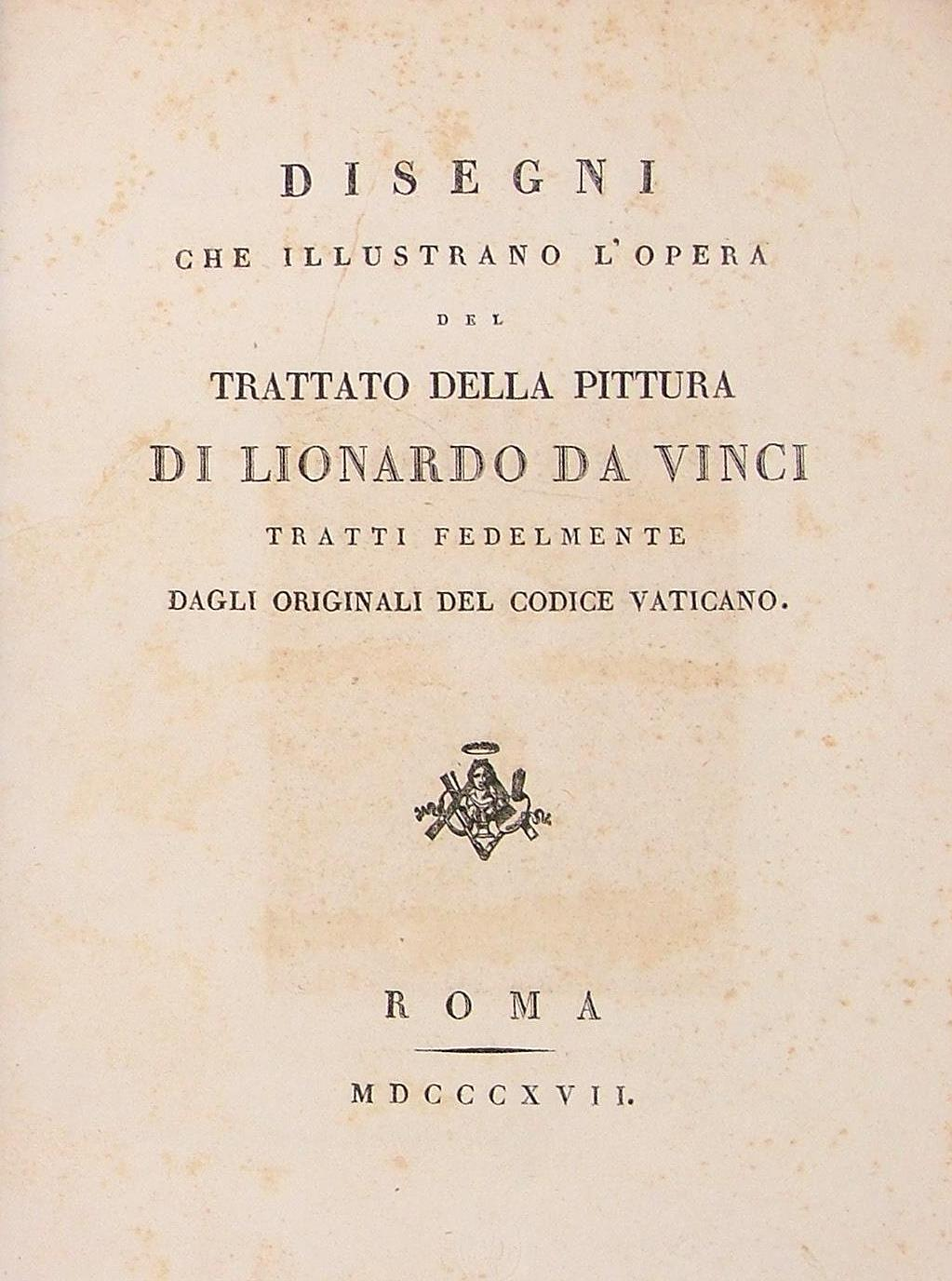
Illustrationen zu Leonardos Trattato, nach dem Codex Vaticanus, 1792

Der Trattato della pittura (deutsch Traktat über die Malerei, auch als Codex Urbinas oder Codex Urbinas Latinus 1270 bekannt) ist eine Sammlung von Schriften Leonardo da Vincis (1452–1519), in denen er sich mit grundsätzlichen und technischen Problemen der Malerei auseinandersetzt.

## Das Manuskript
Neben Anleitungen zum Malen und Zeichnen beschäftigt er sich in dem Traktat mit philosophischen und wissenstheoretischen Fragen. Für Leonardo ist die Malerei die erste und höchste der Künste, da sie differenziertere Ausdrucksmöglichkeiten habe als beispielsweise die Bildhauerei. 
Nach Leonardos Tod stellte sein Erbe Francesco Melzi (um 1491/92 – um 1570) eine Sammlung von Schriften zusammen, die unter dem Namen Trattato della pittura in verschiedenen Abschriften in akademischen Kreisen Italiens kursierten und damit im kunsthistorischen Diskurs der Zeit, insbesondere im Paragone, eine wichtige Rolle spielten. Als Quelle verwendete Melzi achtzehn Notizbücher Leonardos. Zehn davon sind heute verschollen. Eine dieser Abschriften gehörte dem Maler und Theatinermönch Matteo Zaccolini (1574–1630), dessen eigene Schriften über die Malerei sich auf Leonardos Texte beziehen und offenbar in Kenntnis einer verlorenen Schrift Leonardos über Licht und Schatten entstanden sind. Das Exemplar Zaccolinis wurde von Cassiano dal Pozzo (1588–1657), einem römischen Mäzen und Sekretär des Kardinals Francesco Barberini (1597–1679), für dessen Bibliothek erworben.

## Die gedruckte Ausgabe
Leonardo hatte die Texte mit wenigen knappen, erläuternden Zeichnungen versehen. Für die gedruckte Ausgabe stellte der Maler Nicolas Poussin (1594–1665) im Auftrag dal Pozzos neunzehn lavierte Federzeichnungen her. Dal Pozzo klebte diese originalen Zeichnungen in sein eigenes Exemplar ein und ließ für den Druck Kopien herstellen. Allerdings erschien das Buch erst 1651, und zwar parallel in einer italienischen und einer französischen Fassung. Die italienische Fassung enthält eine Lebensbeschreibung Leonardos sowie den Text De statua von Leon Battista Alberti (1404–1472). Diese beiden Texte fehlen in der von Charles du Fresne (1610–1688) bearbeiteten französischen Ausgabe, die dafür eine Bibliographie enthält. Die Zeichnungen Poussins wurden von Charles Errard (vor 1607–1689) in einer leicht veränderten, dem Zeitgeschmack angepassten narrativen Form gestochen.

## Zitate
„Il bono pittore ha da dipingere due cose principali, cioè l’homo e il concetto della mente sua. Il primo è facile, il secondo difficile perché s'ha a figurare con gesti e movimente delle membra.“

### Manuskripte
- Biblioteca Apostolica Vaticana, Urb. lat. 1270 (Digitalisat)

### Ausgaben
- Leonardo da Vinci: Trattato della Pittura. Condotto sul Cod. Vaticano Urbinate 1270. Introduzione e apparati a cura di Ettore Camesasca (= Arti e tecniche: serie blu), Neri Pozza, Vicenza 2000, ISBN 88-7305-705-5.
- Léonard de Vinci: Traité de la peinture. Traduit intégralement pour la première fois en français sur le codex Vaticanus (Urbinas) 1270. Delagrave, Paris 1910.
- Des vortreflichen Florentinischen Mahlers Lionardo da Vinci höchst-nützlicher Tractat von der Mahlerey. Aus dem Italiänischen und Frantzösischen in das Teutsche übersetzet; Auch nach dem Original mit vielen Kupfern und saubern Holzschnitten versehen: und mit beygefügtem Leben des Auctoris zum Druck befördert, von Johann Georg Böhm. Johann Christoph Weigel Nürnberg 1724 (weitere Auflagen 1747 und 1786); Herzogin Anna Amalia Bibliothek Weimar

### Sekundärliteratur
- Carlo Pedretti: Leonardo da Vinci on Painting. University of California Press, Berkeley and Los Angeles 1964 (Digitalisat).
- Carlo Pedretti: The Literary Works of Leonardo da Vinci: A Commentary to Jean Paul Richter’s Edition. 2 Bände. Berkeley 1977.
- Elizabeth Cropper: Poussin and Leonardo: Evidence from the Zaccolini MSS in: Art Bulletin, 62, 1980, S. 570–583.
- J. Bell: Cassiano dal Pozzo’s Copy of the Zaccolini Mss'. In: Journal of the Warburg and Courtauld Institutes, 1988, S. 103–125.
- Charles Nicholl: Leonardo da Vinci – Die Biographie. S. Fischer, Frankfurt am Main 2006, ISBN 978-3-10-052405-8.